# Moschea di Sidi Mahrez
La moschea di Sidi Mahrez (anche nota come moschea di Mohamed Bey El Mouradi) si trova a Tunisi, in Tunisia. È riconosciuta come monumento storico.

## Ubicazione
La moschea si trova nella Medina di Tunisi, in vicolo Sidi Mehrez.

## Storia
È stata costruita nel 1692 da Mohamed Bey El Mouradi, figlio di Mourad Bey II, attorno al mausoleo del patrono di Tunisi, Sidi Mahrez.

## Struttura
È stato fortemente influenzato dall'architettura ottomana.

## Galleria d'immagini

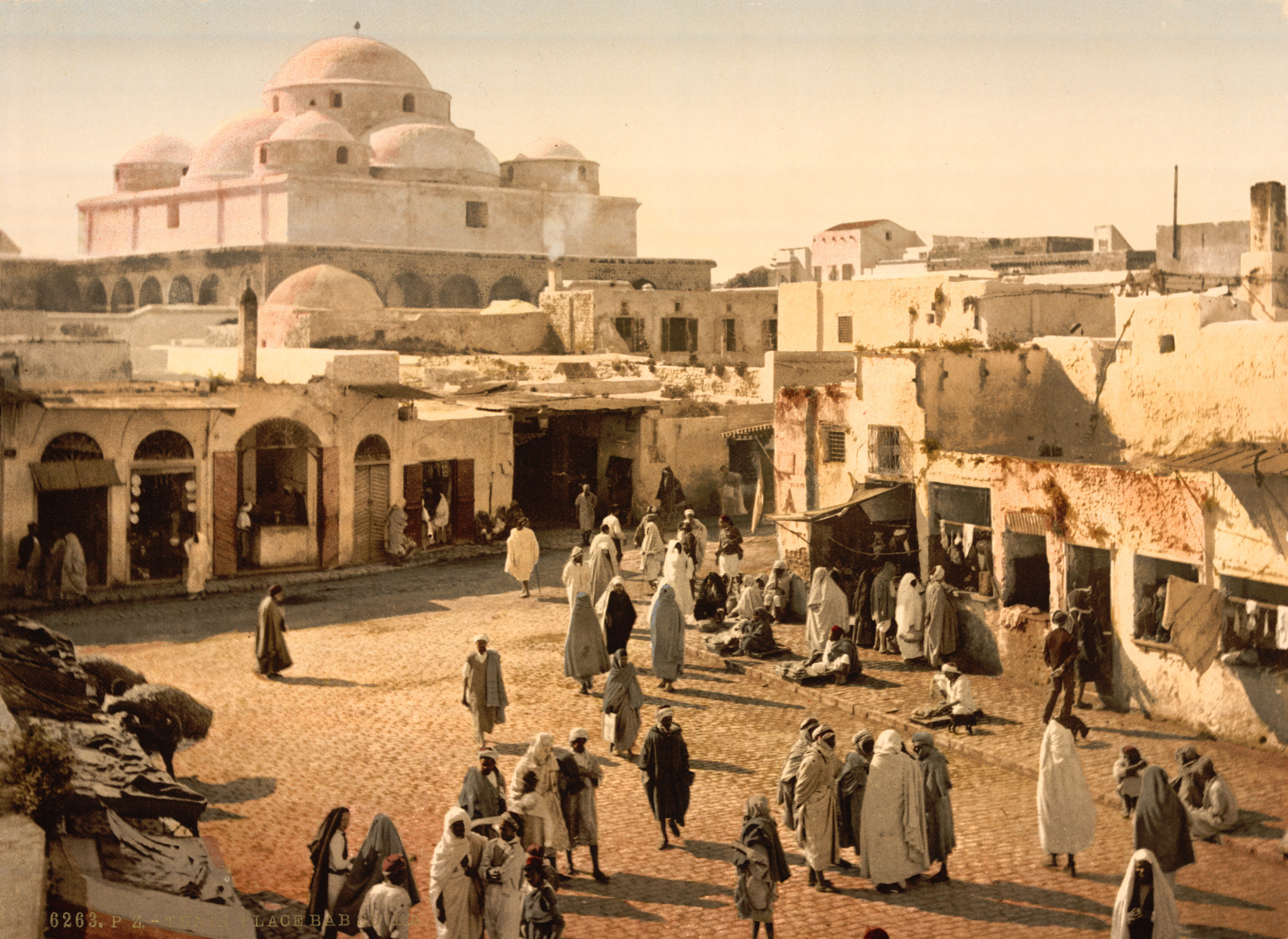
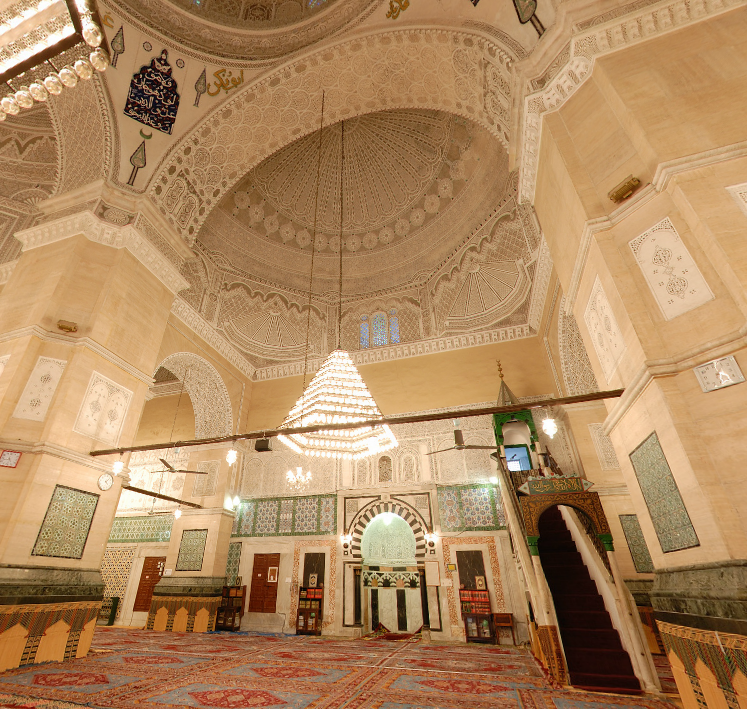
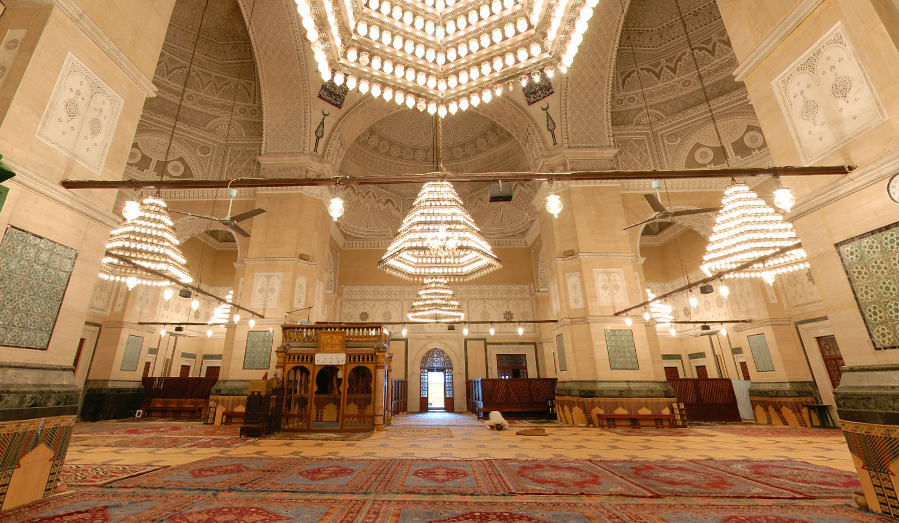